# Kai (artista)
Kim Jong-in (hangul: 김종인; hanja: 金鍾仁; rr: Gim Jong-in; MR: Kim Chong-in; chinês simplificado: 金钟仁, pinyin: Jīn Zhōngrén; , (Coreia do Sul, 14 de janeiro de 1994) mais conhecido na carreira musical por seu nome artístico Kai (em coreano:  카이), é um cantor, rapper, ator e dançarino sul-coreano. Foi apresentado como membro do grupo EXO em dezembro de 2011, estreando oficialmente em abril do mesmo ano com o EP MAMA, e desde então o grupo passou a dominar a cena musical sul-coreana, com sucessos como "Growl" de 2013, "Love Me Right" de 2015 e "Love Shot" de 2018, configurando-os como um ato dominante em grande parte da Ásia, e um dos principais representantes da onda Coreana mundialmente, sendo nomeado como "a maior boy band do mundo" e os "reis do K-pop" pela mídia.
Iniciou sua carreira como ator na websérie Choco Bank em fevereiro de 2016, interpretando Kim Eun-haeng. Em outubro de 2019, Kai fez sua estreia como membro do supergrupo SuperM, formado pela SM Entertainment em parceria com a Capitol Records. Estreou como artista solo com o lançamento de seu extended play autointitulado Kai em novembro de 2020.

## Vida e carreira

### 1994–2015: Primeiros anos e início de carreira com Exo
Kim Jong-in nasceu em Suncheon, Jeolla do Sul, Coreia do Sul em 14 de janeiro de 1994. Irmão mais novo de três filhos, começou a dançar quando tinha oito anos e fez jazz e balé por quatro anos. Kai juntou-se a SM Entertainment em 2007, após vencer o 10th S.M. Youth Best Contest aos treze anos de idade. Foi colocado em um dormitório com outros estagiários da SM, sendo treinado na área de canto, dança e atuação. Em 2008, fez uma breve aparição no vídeo da música "HaHaHa Song" do TVXQ juntamente com Suho e Chanyeol.
Kim foi o primeiro membro do grupo Exo a ser formalmente apresentado ao público em 23 de dezembro de 2011, sob o nome artístico Kai. Junto com Lu Han, Chen e Tao fez sua primeira performance televisiva no evento da SBS Gayo Daejun em 29 de dezembro do mesmo ano. O primeiro single do grupo, "What Is Love", foi lançado em 30 de janeiro. O lançamento do segundo single, intitulado "History", ocorreu em 9 de março do mesmo ano. O grupo realizou um showcase de pré-estreia no Estádio Olímpico de Seul, em 31 de março, cem dias após o primeiro trailer de sua estréia em 21 de dezembro de 2011. O showcase foi realizado para cerca de 3 mil fãs de 8 mil candidatos selecionados para assistir suas performances. O grupo realizou uma conferência de imprensa e mostrou suas performances no Grande Salão da Universidade de Economia e Negócios Internacionais em Pequim, China em 1 de abril de 2012. Poucos dias depois o grupo lançou seu primeiro extended play, Mama. A versão coreana do EP alcançou o número um no ranking da CorEia do Sul Gaon Album Chart e no número oito na Billboard World Albums Chart. Ainda em abril, juntamente com Baekhyun, Chanyeol e Sehun, apareceu no vídeo da música "Twinkle" do Girls' Generation-TTS. Em 16 de outubro, foi anunciado que participaria do grupo de dança de 6 membros Younique Unit, ao lado de Eunhyuk, Hyoyeon, Taemin, Henry Lau e Lu Han interpretando a canção "Maxstep", para o álbum PYL Younique Album, sendo um álbum de colaboração entre a S.M. Entertainment e a Hyundai. Um vídeo teaser da música foi mostrado no PYL Younique Show no dia seguinte. A canção foi lançada oficialmente em 31 de outubro. Em dezembro de 2012, juntamente com Lay, Yunho, Eunhyuk, Donghae, Minho e Taemin, formaram o grupo de dança SM The Performance. A primeira aparição do grupo foi no evento SBS Gayo Daejun em 29 de dezembro, com o lançamento do single "Spectrum" no dia seguinte.

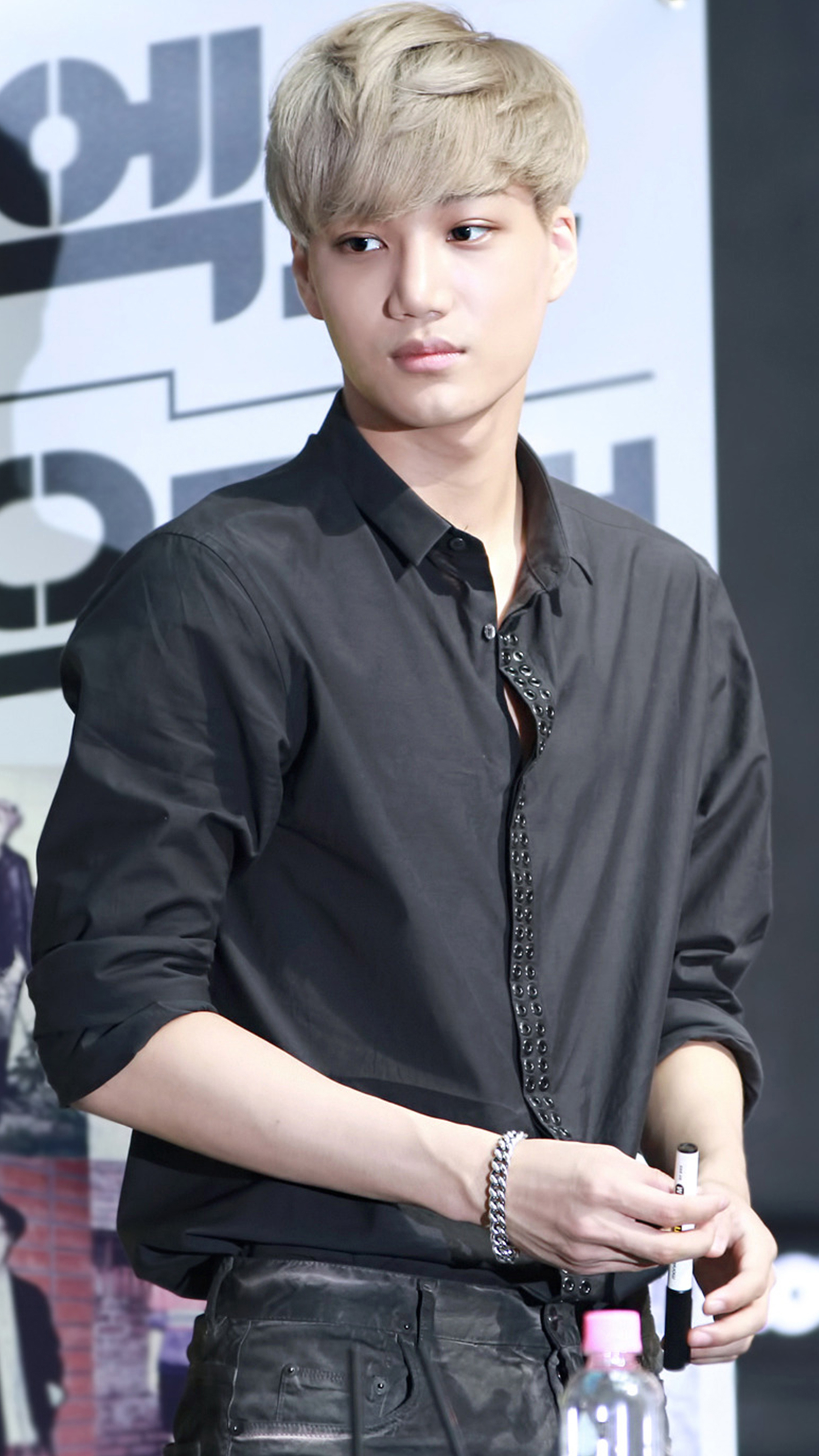
Kai durante um evento fansigning em Yeouido. (agosto de 2013)

O primeiro álbum de estúdio do grupo, XOXO, foi lançado em 3 de junho de 2013, em duas versões: uma em coreano e outra em mandarim. Uma versão reeditada do álbum, intitulada Growl, foi lançada em 5 de agosto de 2013, acompanhada do hit single "Growl" que alcançou o número três na Billboard K-Pop Hot 100 e no número dois no Gaon Digital Chart. Todas as versões de XOXO venderam coletivamente mais de um milhão de cópias, tornando o Exo os primeiros artistas sul-coreanos a atingir esse marco em 12 anos. Após seus lançamentos em 2013, o Exo ganhou o Canção do Ano no Melon Music Awards por "Growl", um Disc Daesang no Golden Disc Awards e álbum do ano no Mnet Asian Music Awards por XOXO, e um Daesang no Seoul Music Awards. Em setembro de 2013, fez uma performance de dança para o programa Dancing 9 da Mnet, ao lado de Hyoyeon e Lay performando as músicas "Centipede" de Knife Party e "Coco" de Gent & Jawns. Em 16 de fevereiro de 2014, apareceu no documentário especial da SBS Ten Thousand Hours of Determination. Em agosto do mesmo ano, colaborou com o cantor Taemin na canção "Pretty Boy" de seu primeiro mini-álbum, intitulado Ace. Em outubro estrelou o remake do vídeo musical de "In Summer" feito para o EXO 90:2014. Em dezembro de 2014, tornou-se membro honorário da Associação Coreana de Futebol.
O Exo lançou seu segundo álbum de estúdio Exodus em 30 de março de 2015, nas versões coreana e mandarim. As pré-vendas domésticas para o álbum ultrapassaram 500 mil cópias em 24 horas, estabelecendo um novo recorde para encomendas. O vídeo musical da versão coreana do lead single, "Call Me Baby", mais tarde se tornou o videoclipe de K-pop mais assistido do primeiro semestre de 2015. O álbum vendeu mais de um milhão de cópias, tornando-se o segundo álbum do Exo a conquistar essa marca, depois de XOXO. Exodus ganhou o Álbum do Ano no Mnet Asian Music Awards de 2015, dando ao Exo sua terceira vitória consecutiva. Em abril 2015, estrelou ao lado dos outros membros do Exo a websérie Exo Next Door, também estrelada pela atriz Moon Ga-young. A série foi ao ar pelo Naver TV Cast de 9 de abril a 28 de maio de 2015 em 16 episódios. Exo Next Door se tornou uma das séries da web mais populares na Coreia, com 50 milhões de visualizações; isso levou a CJ E&M a reeditá-la em uma versão cinematográfica, que foi vendida a compradores estrangeiros no 68º Festival de Cannes.
O Exo lançou uma versão reeditada do álbum Exodus, intitulada Love Me Right, em 3 de junho de 2015. Esta edição adicionou quatro novas músicas, incluindo o lead single de mesmo nome. A faixa-título liderou o Gaon Digital Chart da Coreia do Sul, tornando-se o segundo número 1 nacional do Exo, e alcançou o número 3 na parada World Digital Songs da Billboard. Em 24 de outubro de 2015, apareceu no programa Oh My Baby com Tae-oh, filho de Ricky Kim, onde teve que ensinar Taeoh como se tornar um verdadeiro irmão mais velho. Em novembro de 2015, o Exo fez sua estreia oficial no mercado japonês com o single Love Me Right ~romantic universe~, contendo a versão japonesa de "Love Me Right" e a música original em japonês "Drop That". No dia de seu lançamento, o álbum vendeu 147 mil cópias e alcançou o topo da parada da Oricon, tornando-se o single de estreia mais vendido de todos os tempos no Japão por um artista coreano.

### 2016–2019: Trabalhos na atuação, SuperM e trabalhos com a Gucci
Em janeiro de 2016, foi anunciado que Kai faria sua estreia oficial como ator estrelando a web-série Choco Bank, no mês seguinte. A série foi produzida por Cheil Worldwide Inc., uma empresa de comercialização sob o Grupo Samsung. O drama centra-se na gestão financeira de empresas iniciantes, e Kai assume o papel de Kim Eun-haeng. Seu pai o nomeou "Eun-haeng", que significa "banco" em coreano, por querer que seu filho ganhe muito dinheiro. O webdrama bateu recordes de audiência. Em dezembro de 2016, apareceu no webdrama First Seven Kisses, para Lotte Duty Free. O terceiro álbum de estúdio do Exo, Ex'Act, e seus singles, "Lucky One" e "Monster", foram lançados em 9 de junho de 2016, nas versões coreana e mandarim. O álbum quebrou o recorde de maior número de vendas em sua primeira semana para um álbum coreano, anteriormente estabelecido pelo quarto EP do grupo, Sing for You (2015). Em 18 de agosto de 2016, foi lançada uma edição reeditada do álbum do álbum, intitulada Lotto; com quatro novas músicas, incluindo a de mesmo nome. "Lotto" tornou-se o segundo single número um de Exo no World Digital Songs Chart da Billboard, e alcançou o número dois no Gaon Digital Chart. As versões coreana e mandarim da edição reeditada alcançaram o número um e dois no Gaon Album Chart, respectivamente.

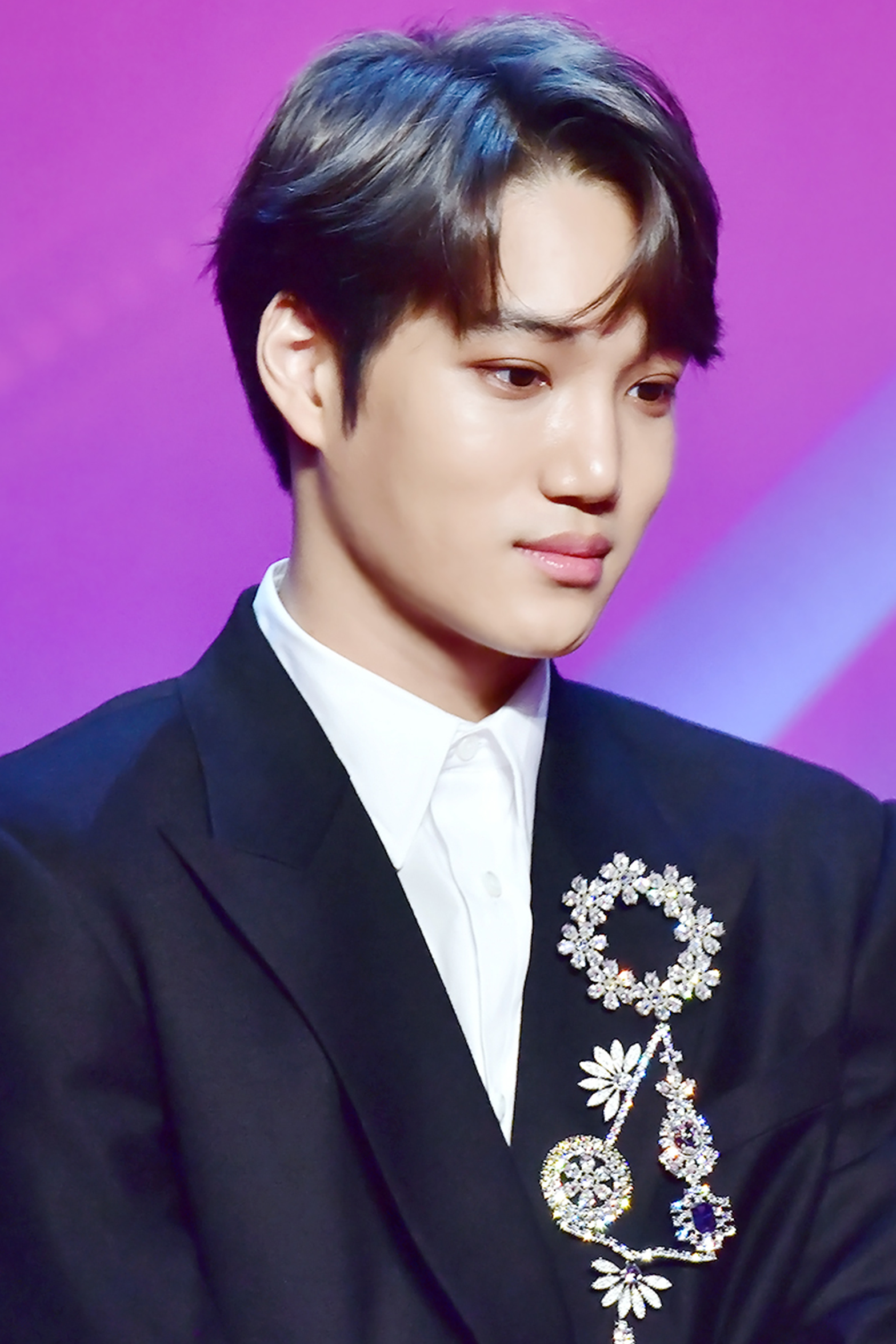
Kai durante o 19th Mnet Asian Music Awards em Hong Kong. (dezembro de 2017)

Em janeiro de 2017, foi confirmado como o protagonista masculino no drama da KBS Andante, interpretando Lee Shi-kyung, um estudante de ensino secundário. O primeiro episódio foi transmitido em 24 de setembro de 2017. Enquanto isso, em 28 de fevereiro de 2017, foi anunciado que Kai participaria no drama Spring Has Come, baseado no romance japonês original de mesmo nome, esta sendo a primeira vez que um ator não-japonês assume um papel principal em um drama produzido pela emissora WOWOW. O quarto álbum de estúdio de Exo The War foi lançado em 18 de julho de 2017. O álbum vendeu mais de 807 mil em pré-vendas, superando o recorde do próprio grupo de 660 mil cópias para Ex'Act (2016). O lead single "Ko Ko Bop" estreou no número um no Melon Digital Chart, tornando o Exo o primeiro grupo de K-pop a entrar no número um depois que as mudanças no gráfico foram implementadas em 27 de fevereiro de 2017. Após o lançamento, o álbum registrou as maiores vendas da primeira semana de qualquer álbum de K-pop. O álbum estreou no número 87 da Billboard 200, número um na parada mundial de álbuns da Billboard e em muitas outras paradas ao redor do mundo. Em 5 de setembro, o grupo lançou a edição reeditada de The War, intitulada The War: The Power of Music, com a adição de três novas músicas à tracklist, incluindo o single "Power".
O drama Spring Has Come teve sua estreia em janeiro de 2018. Em 31 de janeiro, o Exo lançou seu primeiro álbum de estúdio em japonês Countdown. O álbum estreou no número um na parada semanal da Oricon, vendendo aproximadamente 89 mil cópias. Essa conquista fez do Exo a primeira banda não japonesa, cujo single e álbum de estúdio alcançaram o número um no ranking semanal da Oricon. Dez dias após seu lançamento, em 9 de fevereiro, Countdown foi certificado como Disco de Ouro pela Associação da Indústria de Gravação do Japão. Em fevereiro de 2018, Kai foi escalado para o melodrama da KBS, The Miracle We Met. O drama foi ao ar de 2 de abril a 29 de maio do mesmo ano. Em maio de 2018, a Vogue nomeou Kai como a estrela do programa Cruise 2019 da Gucci. O quinto álbum de estúdio do Exo – sexto no geral –, Don't Mess Up My Tempo, foi lançado em 2 de novembro de 2018. Don't Mess Up My Tempo contou com todos os nove membros do Exo - o primeiro lançamento do grupo a fazê-lo desde Lotto em 2016. O álbum recebeu mais de 1 milhão e 100 mil cópias em pré-vendas, superando o recorde anterior do grupo. O álbum foi um sucesso comercial, vendendo quase 1 milhão e 200 mil cópias até 30 de novembro daquele ano, fazendo o Exo o título "quintuplicar milhões de vendedores" na mídia. Com o lançamento de Don't Mess Up My Tempo, o Exo se tornou o primeiro artista a superar 10 milhões de vendas totais de álbuns na Coreia do Sul. Love Shot foi lançado em 13 de dezembro de 2018, como uma versão reeditada de Don't Mess Up My Tempo. O single principal, também intitulado "Love Shot", tornou-se o terceiro número um do Exo no World Digital Songs da Billboard e ocupou o cargo por três semanas consecutivas.
Em janeiro de 2019, Kai apareceu como o diretor especial do show de sobrevivência Under Nineteen. Em agosto do mesmo ano, foi apresentado como membro do grupo SuperM, juntamente com Taemin, Baekhyun, Taeyong, Ten, Lucas e Mark. O supergrupo estreou oficialmente em 4 de outubro de 2019, com o lançamento do extended play de mesmo nome O EP estreou no número um na parada de álbuns da Billboard 200, com 164 mil cópias vendidas na semana que terminou em 10 de outubro, tornando-se o primeiro ato coreano a liderar a parada com seu lançamento de estreia, bem como o quarto lançamento em coreano a alcançar o número um. Enquanto isso, em setembro foi escolhido como primeiro embaixador global masculino coreano para a Gucci Eyewear. Uma sessão de fotos foi lançada da modelagem de Kai para a campanha de óculos outono/inverno da marca italiana de luxo. O sétimo álbum de estúdio do Exo, Obsession, foi lançado em 27 de novembro de 2019, marcando o primeiro lançamento do grupo com apenas seis membros. Obsession figurou em diversos gráficos ao redor do mundo, além de liderar o Gaon Album Chart, na Coreia do Sul, e o World Albums da Billboard, nos Estados Unidos. O álbum encerrou o ano de 2019 com mais de 760 mil cópias vendidas só na Coreia do Sul. Em dezembro de 2019, Kai estrelou o curta-metragem The Performers Act V, criado como uma colaboração entre a Vogue, GQ e a Gucci. O filme foi dirigido por Lucy Luscombe e o mostra viajando no tempo e no lugar para descobrir memórias sobre sua família e as origens de seu amor pela dança e coreografia. A viagem no tempo não sai como o esperado, levando a uma experiência alucinante enquanto Kai tenta navegar por um mundo com defeito, antes de finalmente ser capaz de contar sua história.

### 2020–presente: Trabalhos na moda e  estreia solo
Em 2020, seu contrato como primeiro embaixador global masculino da Gucci, continua. Estampou a edição de abril de 2020 da revista de moda Elle. Questionado sobre sua motivação para se desafiar a vários estilos e conceitos, o artista compartilhou: "Mostrar uma aparência que se encaixa em um conceito específico é difícil, mas também é divertido. Na verdade, é por causa do conceito de que sou capaz de experimentar estilos que normalmente não consigo tentar." Em julho de 2020, a SM Entertainment anunciou que o primeiro álbum solo de Kai estava atualmente em produção com a meta de ser lançado no segundo semestre de 2020. Em 25 de setembro, o SuperM lançou o seu primeiro álbum de estúdio, Super One. O álbum contou com os singles "100", "Tiger Inside" e "One (Monster & Infinity)". Em 12 de outubro, foi anunciado que ele se tornaria a primeira musa masculina da marca de cosméticos Bobbi Brown. Em 1 de novembro, Kai apareceu no showcase online "TUCSON Beyond Drive", uma colaboração entre Hyundai Motors e SM Entertainment, onde apresentou uma performance musical intitulada "Follow Your Hidden Light" que combina K-pop e tecnologia AR. Kai apareceu nos espisódios 135 (com Taemin) e 136 (com Ravi) do programa Amazing Saturday, exibidos em 21 e 28 de novembro, respectivamente.
Em 30 de novembro de 2020, Kai lançou seu primeiro extended play Kai (开) e seu aconpanhdo de seu lead single "Mmmh", tornando-se o quinto membro do Exo a estrear como cantor solo. Como um dançarino distinto, Kai criou a coreografia para todas as faixas do EP. Durante uma entrevista coletiva online o artista declarou: "Embora sejam todas canções R&B, é tudo diferente e pensei em como poderia mostrar melhor minha voz e tom no palco. Espero que as pessoas também estejam ansiosas para as apresentações no palco." Assim que Kai (开) foi lançado, ele disparou para o topo das paradas do iTunes Tops Albums em 50 países em todo o mundo. O EP estreou na posição de número 4 na parada oficial de álbuns da Coreia do Sul, além de vender mais de 108 mil cópias no país, em sua primeira semana de lançamento. Com o EP, Kai também chegou às quatro paradas da Billboard na semana que terminou em 12 de dezembro de 2020. O EP alcançou a 7ª posição no Heatseekers Albums e a 11ª no World Albums, enquanto o lead single "Mmmh" ficou em 15º lugar na parada de vendas de canções digitais mundiais, e o próprio artista também garantiu um lugar na parada de Artistas Emergentes, chegando à 48ª posição. Além disso, o lançamento solo de Kai também ficou em primeiro lugar nas paradas de vendas de álbuns digitais das principais plataformas musicais da China, como QQ Music, Kuwo Music e KuGou Music, e conseguiu entrar no Official UK Album Downloads Chart Top 100 compilado pela Official Charts Company (OCC) - os maiores pacotes digitais da semana no Reino Unido.
Em 26 de novembro de 2021, a SM anunciou que Kai faria seu primeiro retorno solo em novembro com um novo álbum. O EP, intitulado Peaches, foi lançado em 30 de novembro, o aniversário de sua estréia solo.

## Imagem
Devido a seu senso de moda, Kai passou a ser referenciado como "It Boy da Gucci" e "Gucci Humano".

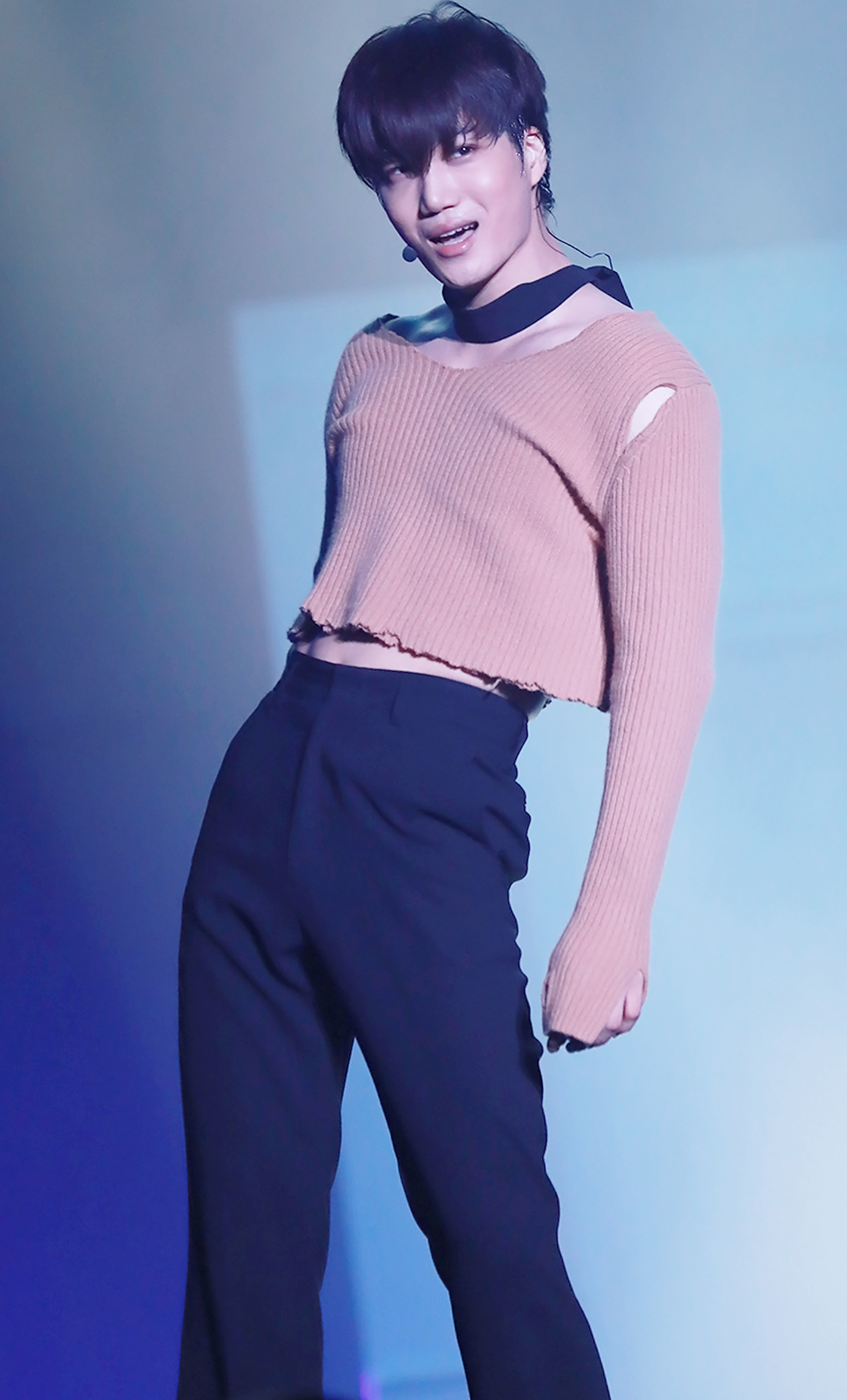
Kai durante a The EℓyXiOn Tour, em 2018

No episódio de 2 de setembro de 2013 do KBS 2TV's Hello, Nicole Jung foi questionada sobre quem entrava em seu radar ultimamente. Nicole hesitou, mas respondeu: "Ultimamente, Kai do EXO continua a subir no meu radar. Eu acho que ele é bonito."  Na transmissão de 11 de setembro do mesmo ano do MBC FM4U's Kim Shin Young's Noon Song of Hope, Hyoyeon compartilhou que gostaria de performar uma dança com Kai, declarando: "Eu já disse isso antes mesmo da estréia do EXO, Kai dança bem."
Em abril de 2014 na transmissão do One Night of TV Entertainment da SBS, BoA falou sobre dança onde foi questiona: "Quem é o dançarino que BoA reconhece?", respondendo sem hesitar: "Kai do EXO." Ela explicou: "Só porque você trabalha duro para dançar não significa que você dança bem. Acho que ele tem realmente um bom controle sobre o poder dos movimentos entre suave e forte." Em dezembro de 2015, o site Odyssey descreveu Kai como "divino" ao classificá-lo na 14ª posição dos "41 homens vivos mais quentes de todo o mundo". A lista é um protesto contra a escolha implícita da revista People de "Sexiest Man of the Year" (David Beckham), que normalmente tende a favorecer os homens brancos.
Em dezembro de 2017, Kai foi escolhido como o modelo de capa para a edição de dezembro da The Big Issue, que é uma revista conhecida por ajudar os sem-teto. A revista vendeu 20 mil cópias nos dois primeiros dias, que registram a maior quantidade de cópias vendidas desde o início da revista em julho de 2010. Em 25 de agosto de 2018, Kai, inesperadamente começou a ser uma tendência no Twitter quando EXO-L's – fandom do EXO – entrou na plataforma de mídia social para explicar por que ele seria um ótimo modelo para a popular marca de cosméticos de Rihanna, Fenty Beauty. Junto com a hashtag "FENTYxKAI", os fãs compartilharam fotos de suas sessões de fotos anteriores, edições de fãs e muito mais. A marca tomou conhecimento e rapidamente, tomou a iniciativa dar likes em várias fotos de Kai no Instagram.
Com o lançamento do álbum Don't Mess Up My Tempo do EXO, em novembro de 2018, Kai popularizou a Crop Top Mania e transformou o uso de crop top em seu visual de assinatura, ao usar diferentes comprimentos, texturas, cores e desenhos. Sobre o visual de Kai, o site Soompi declarou: "Do palco ao visual do dia-a-dia, Kai encontrou nos tops uma maneira de fazer moda enquanto trazia algo novo e único para a mesa, e é apenas uma questão de percorrer o Twitter ou o Instagram para perceber a aprovação do fandom."

## Vida pessoal
Durante uma entrevista Kai afirmou que seus pais inicialmente queriam que ele aprendesse Taekwondo e piano, mas ele rapidamente perdeu o interesse em ambos. Após assistir The Nutcracker quando estava na quarta série, expressou desejo de estudar balé profissionalmente. Ele desenvolveu o seu conhecimento técnico de hip hop, popping e locking depois de entrar na SM Entertainment. Graduou-se na Escola de Artes Dramáticas de Seul, em fevereiro de 2012. Em 2014, durante EXO 90:2014, Kai afirmou que Shinhwa foi quem o inspirou a ser um cantor.
Em março de 2016, Kai sofreu uma lesão durante uma prática de dança, resultando em um inchaço do ligamento de seu tornozelo esquerdo. Em abril do mesmo ano, foi anunciado que Kai e Krystal, integrante do grupo f(x), estavam namorando. A SM Entertainment confirmou o término do relacionamento em junho do ano seguinte. Em 17 de agosto de 2016, a SM Entertainment anunciou que Kai não participaria das promoções do álbum Lotto para se recuperar de uma lesão no tornozelo.
Um tabloide de notícias local da Coreia, Dispatch, divulgou uma nota em seu site no dia 1º de janeiro de 2019 informando o namoro de Kai com Jennie, integrante do grupo Black Pink. Eles divulgaram fotos tiradas de Kai e Jennie do dia 25 de novembro de 2018 durante um encontro no Haneul Park, em Seul. Mais tarde as agências dos dois artistas, SM e YG Entertainment, confirmaram a informação. Ainda em janeiro a SM confirmou o término do relacionamento.

## Filantropia
Em 15 de dezembro de 2015, Kai juntamente com Chanyeol e Chen entregaram briquetes de carvão para os destinatários manterem suas casas aquecidas no inverno. Foi relatado que os artistas tinham acabado de voltar da China algumas horas antes, e ainda assim dedicaram seu tempo e trabalho duro para aqueles que precisam. Em janeiro de 2016, a Korea Childhood Leukemia Foundation revelou ter recebido uma doação de US$ 19.000 dos fãs do Kai. O fã clube do Kai doou 23 milhões de won coreano para a fundação de leucemia pediátrica para celebrar seu aniversário. Os fãs do ídolo também doaram fundos adicionais para outras instituições de caridade.

## Filmografia

### Filmes
| Título               | Ano  | Papel     | Notas                              |
| -------------------- | ---- | --------- | ---------------------------------- |
| SMTOWN The Stage     | 2015 | Ele mesmo | Documentário da SM Town            |
| The Performers Act V | 2019 | Ele mesmo | Curta-metragem da Vogue GQ e Gucci |

### Televisão
| Título                              | Ano  | Papel         | Rede  | Notas                        |
| ----------------------------------- | ---- | ------------- | ----- | ---------------------------- |
| Ten Thousand Hours of Determination | 2014 | Ele mesmo     | SBS   | Documentário especial da SBS |
| Oh My Baby                          | 2015 | Ele mesmo     | SBS   |                              |
| Andante                             | 2017 | Lee Shi-kyung | KBS2  | Papel principal              |
| Spring Has Come                     | 2018 | Lee Ji-won    | WOWOW | Papel principal              |
| The Miracle We Met                  | 2018 | Ato           | KBS2  | Recorrente                   |
| Under Nineteen                      | 2019 | Ele mesmo     | MBC   | Diretor especial (Ep. 11)    |
| Amazing Saturday                    | 2020 | Ele mesmo     | tvN   | Convidado (Ep. 135–136)      |

### Web
| Título             | Ano  | Papel         | Rede          | Notas                                  |
| ------------------ | ---- | ------------- | ------------- | -------------------------------------- |
| EXO Next Door      | 2015 | Kai           | Naver TV Cast | Recorrente; Papel fictício de si mesmo |
| Choco Bank         | 2016 | Kim Eun-haeng | Naver TV Cast | Papel principal                        |
| First Seven Kisses | 2016 | Kai           | Naver TV Cast | Principal (Ep. 4–5)                    |

## Discografia

### Extended plays
| Título   | Detalhes | Melhores posições nas paradas | Melhores posições nas paradas | Melhores posições nas paradas | Vendas                       | Certificações   |
| Título   | Detalhes | KOR                           | US Heat                       | US World                      | Vendas                       | Certificações   |
| -------- | --- | ----------------------------- | ----------------------------- | ----------------------------- | ---------------------------- | --------------- |
| Kai (开) | - Lançamento: 30 de novembro de 2020 (KOR) - Gravadora(s): SM Entertainment - Formato(s): CD, download digital, streaming | 4                             | 7                             | 11                            | - KOR: 344,246 - CHN: 98,922 | - KMCA: Platina |
| Peaches  | - Lançamento: 30 de novembro de 2021 (KOR) - Gravadora(s): SM Entertainment - Formato(s): CD, download digital, streaming | 2                             | —                             | —                             | - KOR: 265,201               | - KMCA: Platina |
| Rover    | - Lançamento: 13 de março de 2023 (KOR) - Gravadora(s): SM Entertainment - Formato(s): CD, download digital, streaming    | 1                             | —                             | —                             | - KOR: 247,222 - JPN: 4,055  |                 |

### Canções
| Título                                                                                   | Ano                    | Melhores posições nas paradas | Melhores posições nas paradas | Vendas                 | Álbum                              |
| Título                                                                                   | Ano                    | KOR                           | US World                      | Vendas                 | Álbum                              |
| Como artista principal                                                                   | Como artista principal | Como artista principal        | Como artista principal        | Como artista principal | Como artista principal             |
| ---------------------------------------------------------------------------------------- | ---------------------- | ----------------------------- | ----------------------------- | ---------------------- | ---------------------------------- |
| "Mmmh" (음)                                                                              | 2020                   | 26                            | 15                            | —                      | Kai (开)                           |
| "Peaches"                                                                                | 2021                   | 73                            | —                             | —                      | Peaches                            |
| "Rover"                                                                                  | 2023                   | 23                            | 12                            | —                      | Rover                              |
| Colaborações                                                                             |                        |                               |                               |                        |                                    |
| "Pretty Boy" (Taemin featuring Kai)                                                      | 2014                   | 33                            | 15                            | - KOR: 53,588          | Ace                                |
| Outras aparições                                                                         |                        |                               |                               |                        |                                    |
| "Maxstep" (como parte do Younique Unit)                                                  | 2012                   | 228                           | —                             | - KOR: 15,420          | PYL Younique Volume 1              |
| "Deep Breath"                                                                            | 2014                   | —                             | —                             | - KOR: 12,485          | Exology Chapter 1: The Lost Planet |
| "I See You"                                                                              | 2019                   | —                             | —                             | —                      | EXO PLANET #4 – The EℓyXiOn [dot]  |
| "—" indica lançamentos que não figuraram nas paradas ou não foram lançados nessa região. |                        |                               |                               |                        |                                    |

### Vídeos musicais
| Como artista principal       | Como artista principal | Como artista principal | Como artista principal        |
| Canção                       | Ano                    | Outro(s) artista(s)    | Notas                         |
| ---------------------------- | ---------------------- | ---------------------- | ----------------------------- |
| "Mmmh" (음)                  | 2020                   |                        |                               |
| Aparições em vídeos musicais |                        |                        |                               |
| "HaHaHa Song"                | 2008                   | TVXQ                   |                               |
| "Twinkle"                    | 2012                   | Girls' Generation-TTS  |                               |
| "In Summer"                  | 2014                   | Deux                   | Remake feito para EXO 90:2014 |
| Outras aparições             |                        |                        |                               |
| "Maxstep"                    | 2012                   | Vários                 | Como parte do Younique Unit   |

## Prêmios e indicações
| Ano             | Prêmio                                              | Categoria                               | Trabalho nomeado   | Resultado | Ref.            |
| --------------- | --------------------------------------------------- | --------------------------------------- | ------------------ | --------- | --------------- |
| 2018            | StarHub Night of Stars                              | Favourite Korean Drama Character        | Andante            | Venceu    | [ 151 ]         |
| 2018            | 32nd KBS Drama Awards                               | Best New Actor                          | The Miracle We Met | Indicado  | [ 152 ]         |
| 2021            | 35th Golden Disc Awards                             | Disc Bonsang                            | Kai (开)           | Indicado  | [ 153 ]         |
| Outros prêmios  |                                                     |                                         |                    |           |                 |
| 2018            | 13th Soompi Awards                                  | Best Idol Actor                         | Andante            | Indicado  | [ 154 ] [ 155 ] |
| Reconhecimentos |                                                     |                                         |                    |           |                 |
| 2016            | TC Candler: The 4th Annual Independent Critics List | World's 100 Most Handsome Faces of 2016 | Ele mesmo          | 44th      | [ 156 ]         |
| 2017            | TC Candler: The 5th Annual Independent Critics List | World's 100 Most Handsome Faces of 2017 | Ele mesmo          | 38th      | [ 157 ]         |
| 2018            | TC Candler: The 6th Annual Independent Critics List | World's 100 Most Handsome Faces of 2018 | Ele mesmo          | 51st      | [ 158 ]         |
| 2019            | TC Candler: The 7th Annual Independent Critics List | World's 100 Most Handsome Faces of 2019 | Ele mesmo          | 63rd      | [ 159 ] [ 160 ] |